# Quimera Editores
Quimera Editores é uma editora portuguesa fundada em 1987, com sede em Lisboa, é gerida por Francisco Ângelo Martins Neves Paulo, Vítor Manuel Resende Veiga, Carlos Manuel Ramos da Costa, João Paulo Ramos da Costa, Pedro Miguel Pinto Ribeiro e Serafim Pereira de Carvalho.
A editora se estreou com o lançamento da série «Lisboa Desaparecida», uma obra sobre a cidade de Lisboa. Também é especializada em livros ilustrados, como a coleção «Descobrir», que é originalmente em francês e publicada pelas éditions Gallimard; livros bilíngues como Lisboa Iluminada, Porto Iluminado e Portugal Iluminado.